# Kloster Marienau (Coppenbrügge)

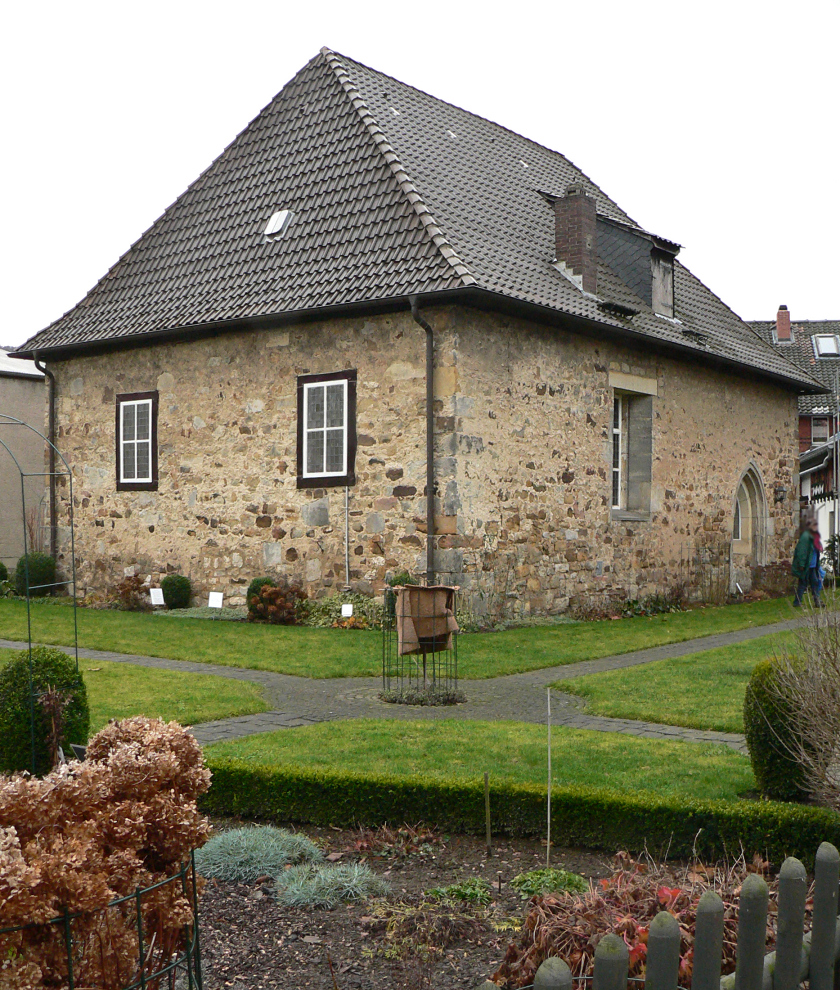
Kloster Marienau

Das Kloster Marienau in Marienau, heute ein Ortsteil von Coppenbrügge im Landkreis Hameln-Pyrmont, war ein Kloster des Karmelitenordens. Es wurde auch „to deme Ouhagen“ (zum Auhagen) genannt.

## Geschichte
Gegründet wurde das Kloster, das der Gottesmutter Maria geweiht war, wahrscheinlich im Jahr 1300, denn um 1300 stiften die im nahe gelegenen Coppenbrügge ansässigen Grafen von Spiegelberg den Karmelitern zum Bau ihres Klosters in Marienau Grund und Boden. Eine weitere urkundliche Erwähnung stammt aus dem Jahr 1312. An derselben Stelle befand sich vorher eine Kapelle, die 1298 einen päpstlichen Gnadenbrief erhielt. Obwohl es außerhalb ihres Herrschaftsgebietes lag, wurden die Spiegelberger vom Kloster geistig versorgt und von ihnen als Begräbnisstätte genutzt.
1363 wurde die Klosterkirche geweiht. Im Kloster lebten etwa 18–20 Brüder, die meist aus der näheren und weiteren Umgebung stammten. Das Kloster gehörte zur niederdeutschen Ordensprovinz und lag zusammen mit dem Karmelitenkloster in Kassel abseits der anderen Klöster dieser Provinz, die ihren Schwerpunkt im niederrheinischen Gebiet hatte. Mehrere Male – 1432, 1441 und 1507 – wurde das Kloster durch Brand oder Kriegseinwirkungen beschädigt.
Um die Mitte des 14. Jahrhunderts wurde Johannes von Hildesheim in Marienau Karmelit. Nach verschiedenen Tätigkeiten in ganz Europa starb er 1375 als Prior von Marienau und wurde in der Klosterkirche beigesetzt.
Ein noch erhaltenes Epitaph der Gräfin Anna von Spiegelberg aus dem Jahre 1504 ist das einzig erhaltene Zeugnis des alten Karmeliterklosters Maria an der Aue. Um 1550 nutzten die Spiegelberger die Kirche in Coppenbrügge.
Im 15. Jahrhundert erlebte das Kloster eine Zeit des Niedergangs. Mitte des 16. Jahrhunderts wurde es mit dem gesamten Fürstentum Calenberg lutherisch. 1543 fand eine lutherische Visitation der Calenbergischen Landesherrschaft statt. 1565 zog der Fürst das Kloster ganz an sich  und verpachtete es. Die letzten Brüder verließen den Konvent. Ende des 16. Jahrhunderts wurde das Kloster als „ein desolat Kloster“ beschrieben. In der heutigen Marienauer Marienkapelle sind Mauerreste der einstigen Klosterkirche erhalten.